# Ca la Paula (Castellfollit de la Roca)
Ca la Paula és una obra de Castellfollit de la Roca (Garrotxa) inclosa a l'Inventari del Patrimoni Arquitectònic de Catalunya.

## Descripció
Casa entre mitgeres situada al costat de la carretera comarcal que uneix Girona i Olot. Disposa de baixos, amb quatre grans portalades, avui habilitades com a bar-restaurant. El primer pis té un ampli balcó central, amb dues obertures que hi donen accés i a cada costat hi ha un balcó senzill. El pis superior disposa de quatre d'una sola obertura. Tots els balcons de l'habitatge estan sostinguts per mènsules d'estuc ornamentades amb fullatge estilitzat. Les obertures estan emmarcades per rajols i decorades amb rombes de ceràmica vidriada de color verd. Aquesta també es va emprar per fer una sanefa que separa cada un dels pisos. A la part superior destaca l'ampli voladís sostingut per bigues de fusta, que protegeix una sanefa de ceràmica decorada en forma d'escacs de color blau i blanc.